# Karin Aasma
Helja Karin Aasma, född Isak 17 mars 1926 i Pärnu i Estland, död 29 januari 2012 i Mölndal, var en estnisk-svensk konsthistoriker.
Fadern var arkitekt och modern var teckningslärare. År 1944 avlade hon examen vid Pärnus flickgymnasium. Samma år flydde hon till Sverige, där hon fortsatte att studera på Slöjdföreningens skola i Göteborg 1946–1948. Senare studerade Aasma klassisk fornkunskap, etnografi och konsthistoria vid både Göteborgs högskola och Stockholms högskola. År 1960 avlade hon filosofie licentiatexamen i konsthistoria vid Göteborgs universitet, med licentiatuppsats om kyrkoinredning i Västsverige under 1600- och 1700-talen.
Åren 1964–1966 arbetade Aasma som museiintendent på Göteborgs historiska museum. Hon arbetade som museilektor på Göteborgs konstmuseum 1966–1976, undervisade i konsthistoria vid Göteborgs universitet 1976–1990, samt var museilektor och museiintendent vid Röhsska konstslöjdmuseet 1976–1991.
Aasma var medlem i International Council of Museums (ICOM). Hon var också medlem i Svenska Museimannaföreningen, samt från 1951 i den estniska studentföreningen Filiae Patriae.
Hon var redaktör och medförfattare till samlingsverket "Allmogekulturen i Estland" (Nordiska Museet, 1980). I boken "Ösels kyrkor" gav hon en översikt över de medeltida kyrkorna på Ösel. Aasma höll också föreläsningar om estnisk konst, bland annat om byggnadskonstens historia. Likaledes deltog hon i författandet av särtryck om Bohusläns kyrkor för Sveriges Kyrkor.
2005 fick hon pris av Eesti Komitee i Stockholm för sina verk om den estniska kulturen.
Karin Aasma var gift med Felix Aasma, docent inom elektroteknik. De fick en son och två döttrar.

## Verk

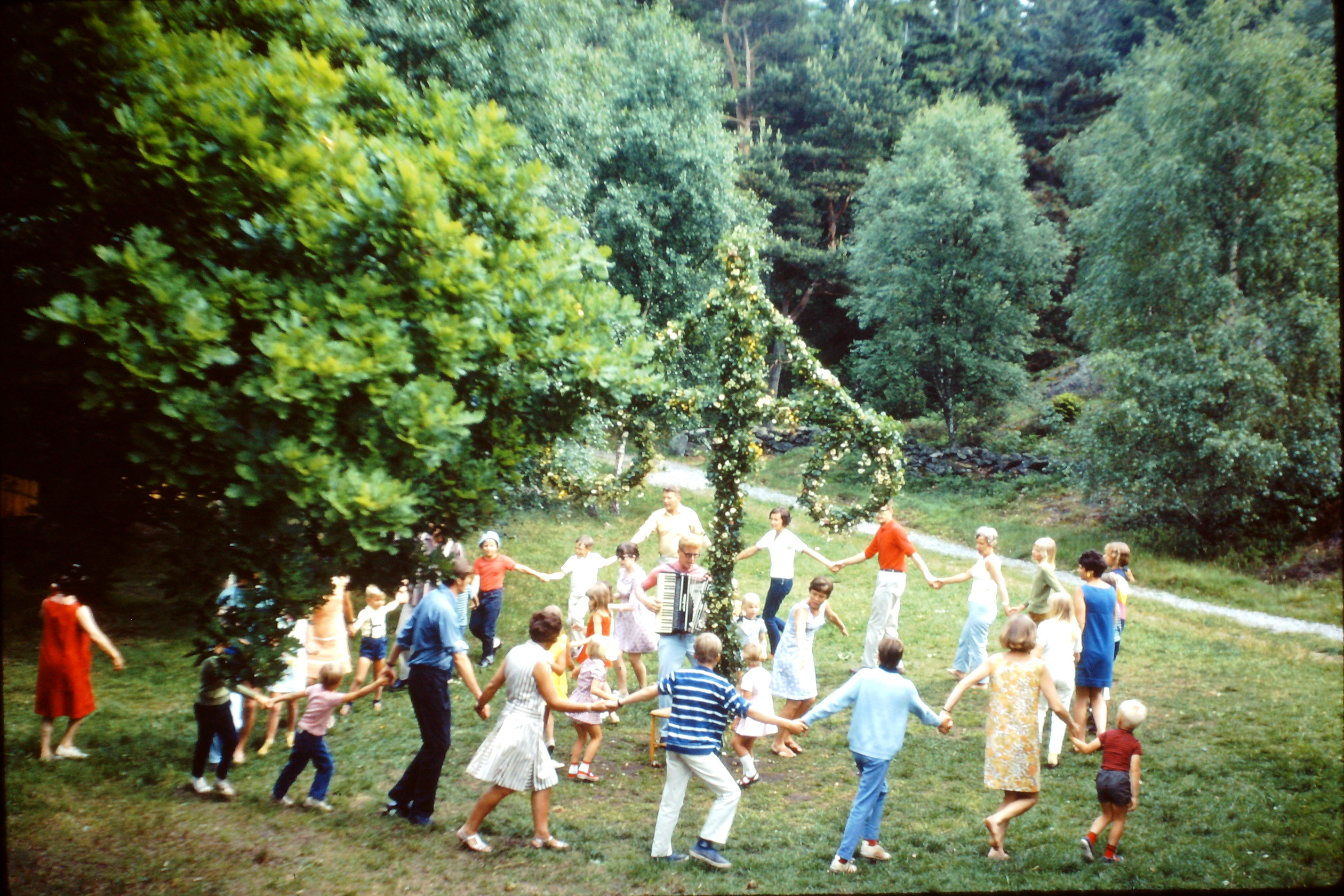
Foto taget av Karin Aasma, av midsommarfirande på Årsnäs utanför Kode, där hon hade sommarhus från 1964.

- "Korp! Filiae Patriae Göteborgi koondis: lõunakokkutulekud" kogumikus "Korporatsioon Filiae Patriae 90" Tartu, 2010, lk 82
- "Eesti ehtekunsti näitus Göteborgis" Eesti Päevaleht (Stockholm), 31 oktober 2002, nr 43, lk 10 (26. oktoobrist 20. novembrini 2002 toimus Kadri Mälgu ehtenäitus)
- "Eesti Kunstivarad hävinemas ?" Eesti Päevaleht (Stockholm), 21 oktober 1999, nr 41, lk 5 (Marika Valk esines 28. septembril 1999 Stockholmi Eesti Majas ettekande ja videofilmi näitamisega uue Eesti Kunstimuuseumi hoone projektist)
- "Estival '03 - tagasivaade" Eesti Päevaleht (Stockholm), 19 juni 2003, nr 24, lk 8 (kokkuvõte 2003. aasta Eesti Kultuuripäevadest Göteborgis)
- "Dragsmarks och Bokenäs kyrkor: Lane härad, Bohuslän" Stockholm : Almqvist & Wiksell International, 1994
- "I österled - tema Baltikum: vandringsutställningen" Göteborg: Göteborgs Museer, 1983
- "Kungälvs kyrkor: Inlands Södre härad, Bohuslän" Stockholm: Almqvist & Wiksell, 1969
- "Kyrkorna i Marstrand: Bohuslän" Stockholm: Almqvist & Wiksell, 1974
- "Medeltida kyrkor på Ösel, Estland : anteckningar från en resa till Ösel sommaren 1989" Göteborg, 1989
- "Medeltida kyrkor på Ösel, Estland : anteckningar från en resa till Ösel sommaren 1989 (med tillägg 1993)" Göteborg, 1993
- Karin Aasma, Ursula Larsson, Maj-Brit Wadell "Ytterby, Kareby och Romelanda kyrkor i Bohuslän: samt tillägg, rättelser och register till Bohuslän" Bd. 1. Stockholm: Generalstabens litografiska anstalts förlag, 1967, lk 270-436